# فرودگاه لاگارن
فرودگاه لاگارن (به انگلیسی: Agen – La Garenne Aerodrome) (به زبان بومی: Aérodrome d'Agen - La Garenne) یک فرودگاه همگانی با کد یاتا AGF است که یک باند فرود آسفالت دارد و طول باند آن ۲۱۶۵ متر است. این فرودگاه در شهر اژان کشور فرانسه قرار دارد و در ارتفاع ۶۲ متری از سطح دریا واقع شده‌است.